# Euhystricia nigra
Euhystricia nigra är en tvåvingeart som beskrevs av Townsend 1914. Euhystricia nigra ingår i släktet Euhystricia och familjen parasitflugor.
Artens utbredningsområde är Peru. Inga underarter finns listade i Catalogue of Life.